# بابیتسا (کورشوملییا)
بابیتسا (به صربی: Babica) یک روستا در صربستان است که در کورشوملیا واقع شده‌است. بابیتسا ۶۱ نفر جمعیت دارد و ۱٬۰۵۲ متر بالاتر از سطح دریا واقع شده‌است.